# Bataille de Tupelo
Guerre de Sécession
Batailles
Défense du Mississippi de Forrest
- Yazoo City
- Brice's Crossroads
- Tupelo
- 2e Memphis

La bataille de Tupelo (aussi connue comme la bataille de Harrisburg) est une bataille de la guerre de Sécession. Elle s'est déroulée du 14 au 15 juillet 1864, près de Tupelo, Mississippi. La victoire de l'Union sur les forces confédérées dans le nord-est du Mississippi assure la sécurité des lignes d'approvisionnement de Sherman au cours de la campagne d'Atlanta.

## Contexte
Le printemps et l'été 1864 fixent l'attention de la population des États-Unis et des États confédérés sur les combats en Virginie et en Géorgie. Entremêlés et ayant d'importantes répercussions, les combats dans le nord-ouest de la Géorgie sont des opérations militaires dans le nord-est du Mississippi conçues pour empêcher les forces confédérées du lieutenant général S. D. Lee et du major général N. B. Forrest de frapper au centre du Tennessee et de détruire la ligne de chemin de fer à une seule voie avec laquelle l'armée de Sherman tire son approvisionnement. Les batailles de Brice's Crossroads et de Tupelo ont été livrées pour protéger le chemin de fer de l'Union.

## Prélude
L'aile droite, du XVIe corps d'armée, commandée par le major général A. J. Smith avance dans le nord du Mississippi à partir de La Grange, dans le Tennessee, le 5 juillet, sans beaucoup d'opposition, en deux colonnes jusqu'à Pontotoc, Mississippi, quand sa progression est contestée le brigadier général confédéré J. R. Chalmers, Forrest faisant pendant ce temps les préparatifs pour livrer une bataille près d'Okolona. S. D. Lee est aussi avec les forces, et assume le commandement général.
Trois tentatives de progression sont contestées par les hommes de Forrest, sur diverses routes, et le 12 juillet, les deux colonnes se tournent vers Tupelo. Lee se déplace alors avec les divisions de Chalmers et du brigadier général A. Buford pour attaquer le flanc de Smith, tandis que Forrest avec la brigade de Mabry, l'escorte, et son ancien régiment attaquent par l'arrière. Un combat de mouvement se déroule sur seize kilomètres (dix miles), mais sans aucun avantage considérable de chaque côté, à l'exception d'une brillante course contre le train de wagons par Chalmers, avec la brigade de Rucker, près de Bartram's Shop. Il a la possession du train de wagons pendant un instant et tue tous les mulets, de sorte que l'ennemi est contraint de l'abandonner et de brûler sept wagons, un caisson et deux ambulances, mais le rapport de forces le contraint bientôt à la retraite.

## Forces en présence

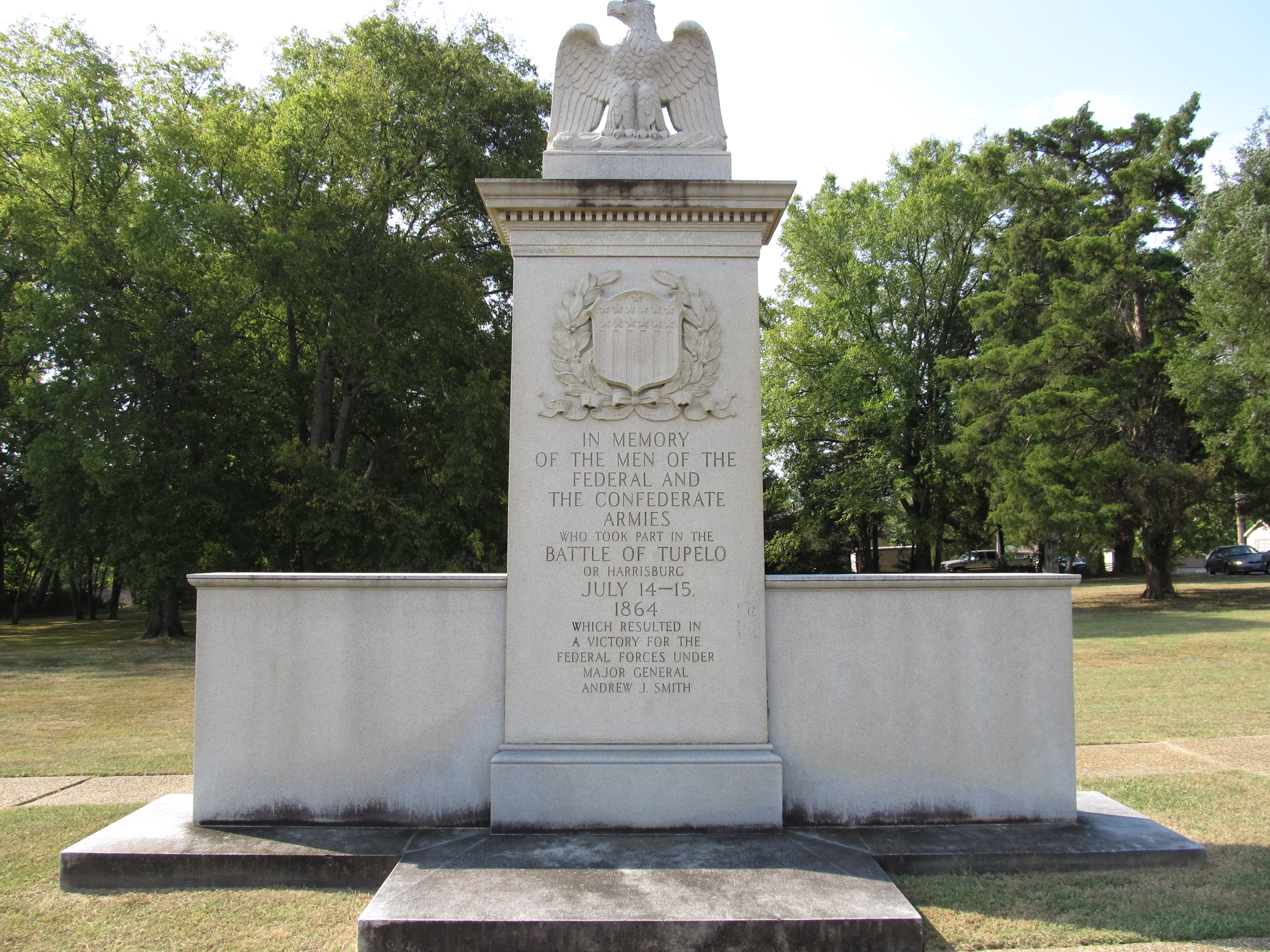
Monument du champ de bataille

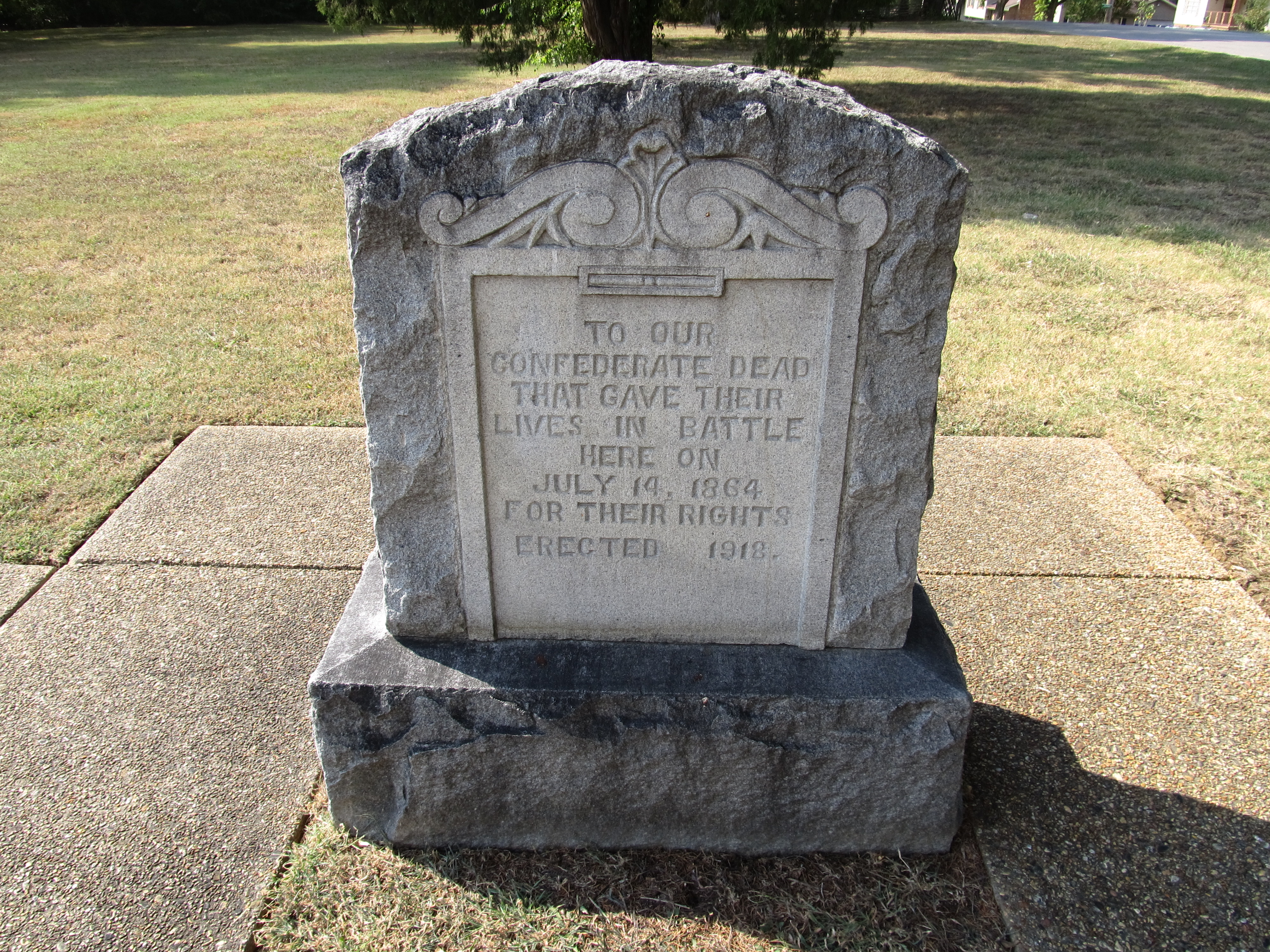
Monument aux morts confédéré

### Légende
- † : tué au combat
- (b) : blessé au combat

### Union
- Aile droite, XVI corps d'armée :  Major général A. J. Smith
  - Première division :  Brigadier général J. A. Mower
    - Première brigade :  Colonel W. L. McMillen
    - Deuxième brigade :  Colonel Alex. Wilkin (†),  Colonel J. D. McClure
    - Troisième brigade :  Colonel J. J. Woods
    - Quatrième brigade :  Colonel L. M. Ward

  - Troisième division :  Colonel D. Moore
    - Première brigade :  Colonel C. D. Murray
    - Deuxième brigade :  Colonel J. I. Gilbert
    - Troisième brigade :  Colonel E. H. Wolfe

  - Division de cavalerie :  Brigadier général B. H. Grierson
    - Deuxième brigade :  Colonel E. F. Winslow
    - Troisième brigade :  Colonel D. E. Coon

  - Première brigade, U. S. Colored Troops :  Colonel Ed. Bouton

### Confédéré
- Cavalerie de Forrest :  Lieutenant général S. D. Lee,  Major général N. B. Forrest  (b)
  - Première division :  Brigadier général J. R. Chalmers
    - Brigade de Roddey :  Colonel P. D. Roddey
    - Brigade de McCulloch :  Colonel R. McCulloch  (b)
    - Brigade de Rucker :  Colonel E. W. Rucker  (b),  Colonel W. L. Duff  (b)

  - Deuxième division :  Brigadier général A. Buford
    - Brigade de Mabry :  Colonel H. P. Mabry
    - Troisième brigade (Kentucky) :  Colonel Ed. Crossland  (b)
    - Quatrième brigade (Tennessee) :  Colonel T. H. Bell
    - Commandement de Morgan :  Capitaine W. Campbell

## Bataille

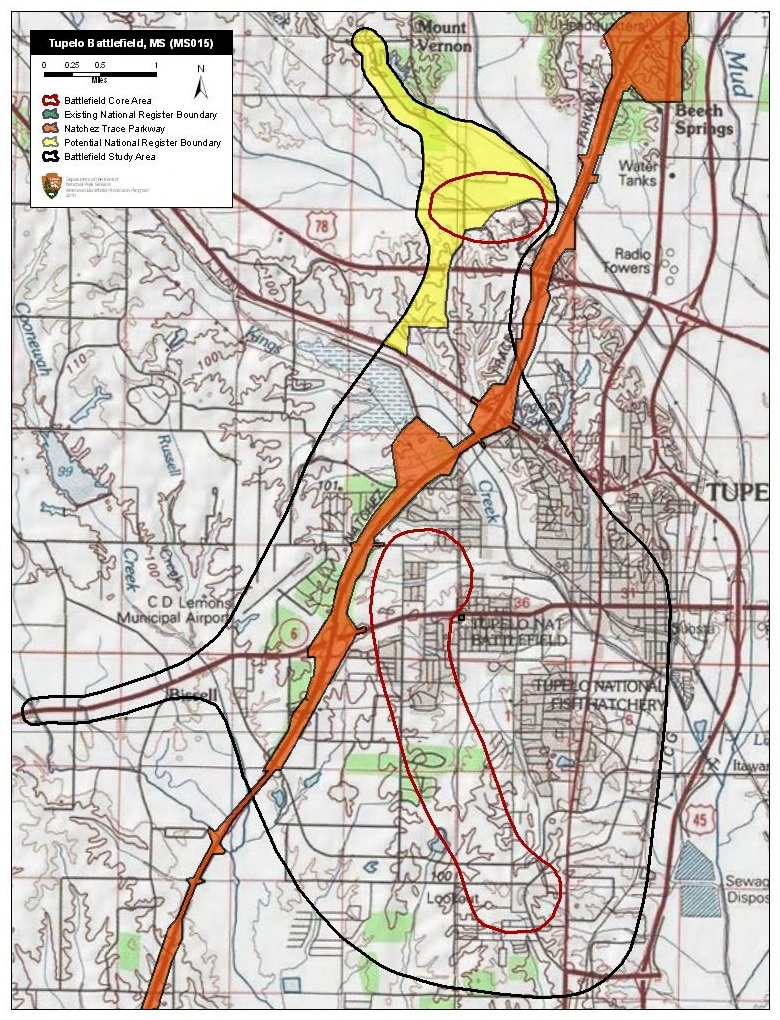
Carte du champ de bataille de Tupelo et zones d'étude par le cprogramme de protection des champs de bataille américains.

Le matin du 14 juillet 1864 Smith prend une position solide à Harrisburg, au Mississippi, et bien retranchée. S. D. Lee réagit en formant des lignes avec la brigade de Roddey sur la droite, la brigade de Mabry sur la gauche, et la brigade de Crossland au milieu. La brigade de Bell, soutenant d'abord Mabry, est mis en première ligne sur la droite de Mabry. Les troupes sont toutes démontées. Les deux divisions de Chalmers et de Buford sont mises en réserve. Le plan de l'attaque semble être un mouvement de balancier sur la droite, mais brigade de Lyon est engagée d'abord et est obligée de se replier avec de lourdes pertes. La division de Chalmers, démontée, reçoit l'ordre d'avancer et, après que Mabry et Bell ont été repoussés, la brigade de Rucker fait un assaut infructueux. Les hommes sont emportés par un feu supérieur et une force retranchée, et beaucoup tombent d'épuisement dans la grande chaleur du soleil de juillet. Un peu après midi, les confédérés reculent et se retranchent, mais ne sont pas attaqués par les fédéraux, qui se contentent de déchirer le chemin de fer dans le voisinage de Tupelo et de brûler les maisons de Harrisburg.
Le 15, il apparaît que Smith n'attaquera pas, Buford fait une démonstration sur son flanc gauche. Peu de temps après, Smith commence sa retraite, et une poursuite volontariste est lancée. À Old Town Creek, Buford est au contact avec la ligne de l'Union et est repoussé dans la confusion. La brigade de McCulloch reçoit l'ordre d'attaquer, mais étant envoyé régiment par régiments est rapidement repoussé. Ici le général Forrest et le colonel McCulloch sont tous deux grièvement blessés, et le commandement des forces reviennent au général Chalmers. Bien que la poursuite continue, il n'y a que de petites escarmouches après cet engagement.

## Conséquences
Sherman, qui s'approche d'Atlanta, est irrité que Smith n'ait pas pressé Forrest à Tupelo, pensant qu'il n'aurait  pas dû lui permettre de s'échapper. Si Forrest a la possibilité de lancer un raid dans le middle Tennessee avant la prise d’Atlanta, il y aurait des conséquences désastreuses pour l'Union. Bien que Smith n'a pas détruit la cavalerie de Forrest à Tupelo, il a brisé son efficacité au combat. Forrest ralliera ses cavaliers pour d'autres attaques audacieuses, mais jamais plus il ne sera capable de se battre et de vaincre l'infanterie. Le champ de bataille est partiellement conservé et est le foyer du Tupelo National Battlefield, créé en 1929.